# Dandya
Dandya H.E.Moore – rodzaj roślin z rodziny szparagowatych, obejmujący cztery gatunki, występujące endemicznie w Meksyku w Ameryce Północnej.

## Morfologia
PokrójWieloletnie rośliny zielne o wysokości 20–60 cm.
PędPodziemna, nieco kulista, spłaszczona, mięsista bulwocebula o średnicy 1–2,5 cm, pokryta okrywą z szerokich nasad pochew liściowych.
LiścieOd dwóch do trzech (D. purpusii) lub od pięciu do dziewięciu (pozostałe gatunki), równowąskich, okrągłych do spłaszczonych, ciemnozielonych, o uciętej nasadzie i ostrym wierzchołku, długości 13–49 cm.
KwiatyZebrane od 4 do 20 w baldach, który wyrasta na okrągłym na przekroju głąbiku o wysokości 20–50 cm. Kwiatostan wsparty jest 2–3 równowąsko-lancetowatymi, trójkątnymi podsadkami. Szypułki o długości 0,8–4 cm, wzniesione lub opadające, zagięte. Każdy kwiat wsparty pojedynczą przysadką. Okwiat niebieski lub biały, sześciolistkowy. Listki okwiatu jajowato-lancetowate (D. purpusii) lub eliptyczne (pozostałe gatunki), położone w dwóch okółkach, wierzchołku ostrym (okółek zewnętrzny) lub tępym (okółek wewnętrzny) i brodawkowatym oraz klinowatej nasadzie. W dolnej części tworzą rurkę o długości 1,5–3 mm (D. purpusii) lub 1–25 mm (pozostałe gatunki). Sześć pręcików o wolnych nitkach, przyrośniętych do gardzieli rurki okwiatu, rozszerzone ku nasadzie lub kolumnowate. Pylniki podługowate (D. purpusii) lub równowąskie do lancetowate-deltoidalnych (pozostałe gatunki), żółte, osadzone u nasady. Szypułka, na której osadzona jest zalążnia, o długości do 1,6 mm, przyrośnięta do okwiatu, tworząc trzy wgłębienia. Zalążnia cylindryczna, o długości 1–5,5 mm, połączona u nasady z okwiatem. Szyjka słupka nitkowata, o długości 1,8–7 mm, zakończona podzielonym (D. purpusii) lub całobrzegim (pozostałe gatunki), brodawkowatym znamieniem.
OwoceNiemal cylindryczne lub nieco kuliste, owoszczone, brązowe, pękające torebki o długości 6–13 mm, zawierające czarne, spłaszczone, podługowato-sierpowate nasiona.

## Systematyka
Pozycja systematycznaRodzaj z podrodziny Brodiaeoideae z rodziny szparagowatych Asparagaceae. Przeprowadzone w 2017 r. badania filogenetyczne wykazały, że rodzaj ten jest parafiletyczny. Na podstawie tych badań oraz analizy różnic morfologicznych poszczególnych gatunków w 2020 r. zaproponowano jego podział na Dandya, mający obejmować jedynie gatunek typowy D. purpusii, oraz nowy rodzaj Xochiquetzallia, mający obejmować pozostałe trzy gatunki oraz gatunek Milla mortoniana.
Ujęcie historyczneW systemie Takhtajana z 1997 r. zaliczany do plemienia Milleae w podrodzinie czosnkowych w rodzinie czosnkowatych (Alliaceeae). W systemie Kubitzkiego zaliczony do rodziny Themidaceae.
Wykaz gatunków
- Dandya balsensis A.R.López-Ferrari & Espejo
- Dandya hannibalii L.W.Lenz
- Dandya purpusii (Brandegee) H.E.Moore
- Dandya thadhowardii L.W.Lenz